# 英屬緬甸
英屬緬甸（英語：British Burma），是大英帝國在中南半島上的一個殖民地，存在於1824年至1948年。原先是英屬印度的一部份，1937年成為獨立的殖民地。第二次世界大戰期間被日本佔領，改為緬甸國；直至1948年才正式獨立。
英国人自1824年起，藉由三次英缅战争，在1886年控制缅甸全境，并将缅甸划为英属印度的一个省，设省督管治。1937年，英国殖民当局裁撤缅甸省，成立缅甸部，听命于印缅事务大臣。第二次世界大战期间，日军入侵缅甸，并且占领缅甸大部。战后的1948年1月4日，缅甸自英国独立。
许多苏格兰人在缅甸担任要职，所以缅甸有“苏格兰殖民地”（Scottish Colony）的别称。亦有诸多印度籍人士在缅甸担任公职，因此有学者认为缅甸是“英印共治”的合作殖民（co-colonialism）。

## 历史

### 英国入侵
缅甸在英国入侵之前是东南亚的大国之一。其在中印商路之间获益，农业自给自足，普遍信仰佛教。统治缅甸的贡榜王朝实行君主专制，但国王亦受法典和枢密院（Hluttaw）等机关制衡。缅甸各省由国王指派省长统治，省长由枢密院任命，而村庄则由国王批准的世袭头人统治。
1824年，缅军入侵阿萨姆，由于接近英国管治的吉大港，而引发第一次英缅战争。英军自海上侵入仰光，不战而胜；缅军将领班都拉在伊洛瓦底江三角洲的德努漂殒命。1826年，英缅签订《杨达坡条约》，缅甸割让阿萨姆邦、曼尼普尔邦、若開邦及丹那沙林于薩爾溫江以南区域:109。英国为本次战争付出重大代价。第一次英缅战争是英属印度历史上耗时最长且耗资最大的战争。1.5万英国及印度军人丧命，而缅甸军民伤亡无从统计。英国付出500万至1,300万英镑代价，相当于2020年的180亿至480亿美元，酿成1833年的印度经济危机。
1852年，英军入侵缅甸南部，引发第二次英缅战争。英国再度取胜，缅甸被迫割让下缅甸。英国得以控制下缅甸的红树林和红宝石产地，在仁安羌开辟油井，并且在加尔各答和新加坡之间取得了新的中转港。贡榜王朝的国王敏东实行改革，及给予英国部分特权，但仍难以遏制英国野心:84。1885年11月，英军再度入侵缅甸，引发第三次英缅战争。28日，英军自水路攻占缅甸都城曼德勒，迫使贡榜王朝投降。英国最终得以控制缅甸全境，设首府于仰光:40。缅甸在1886年1月1日正式划入英属印度帝国，成为印度一省。

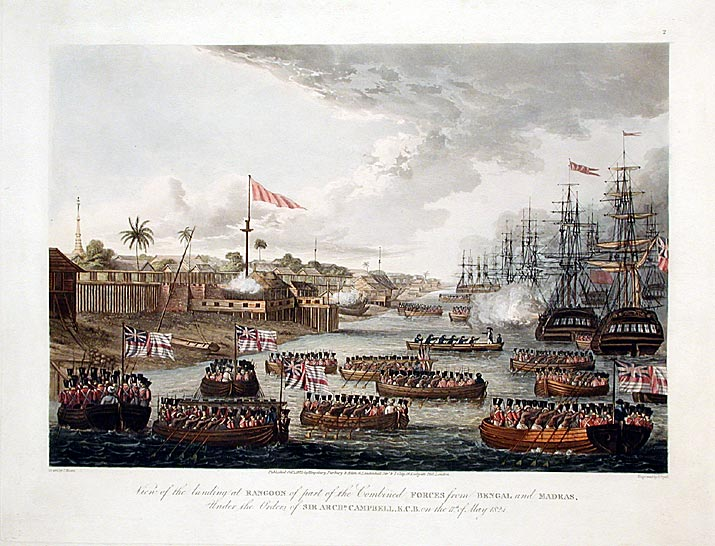
1824年5月，英军水师入侵仰光
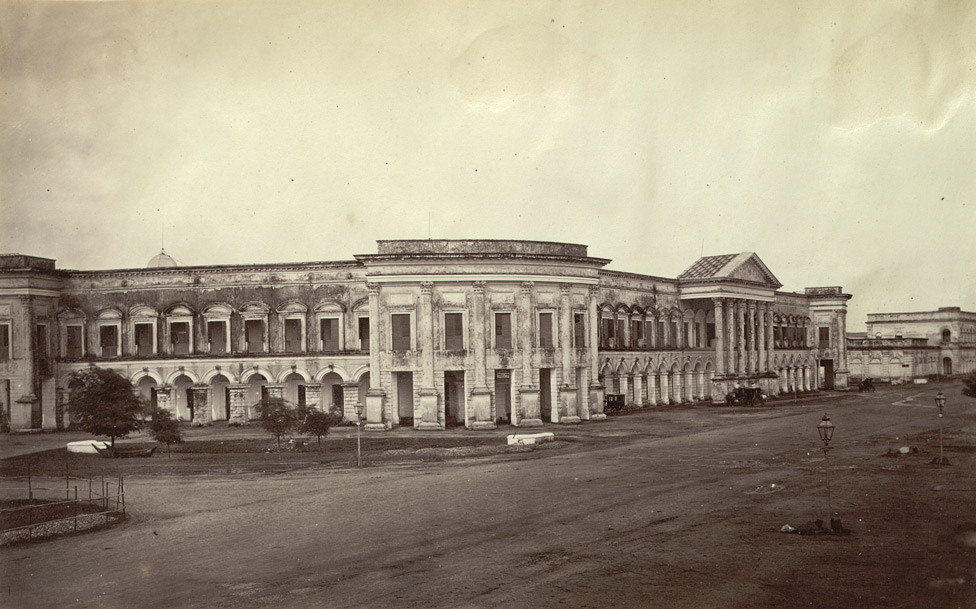
仰光斯特兰德路（Strand Road）的地区法院和公共办公楼，摄于1868年
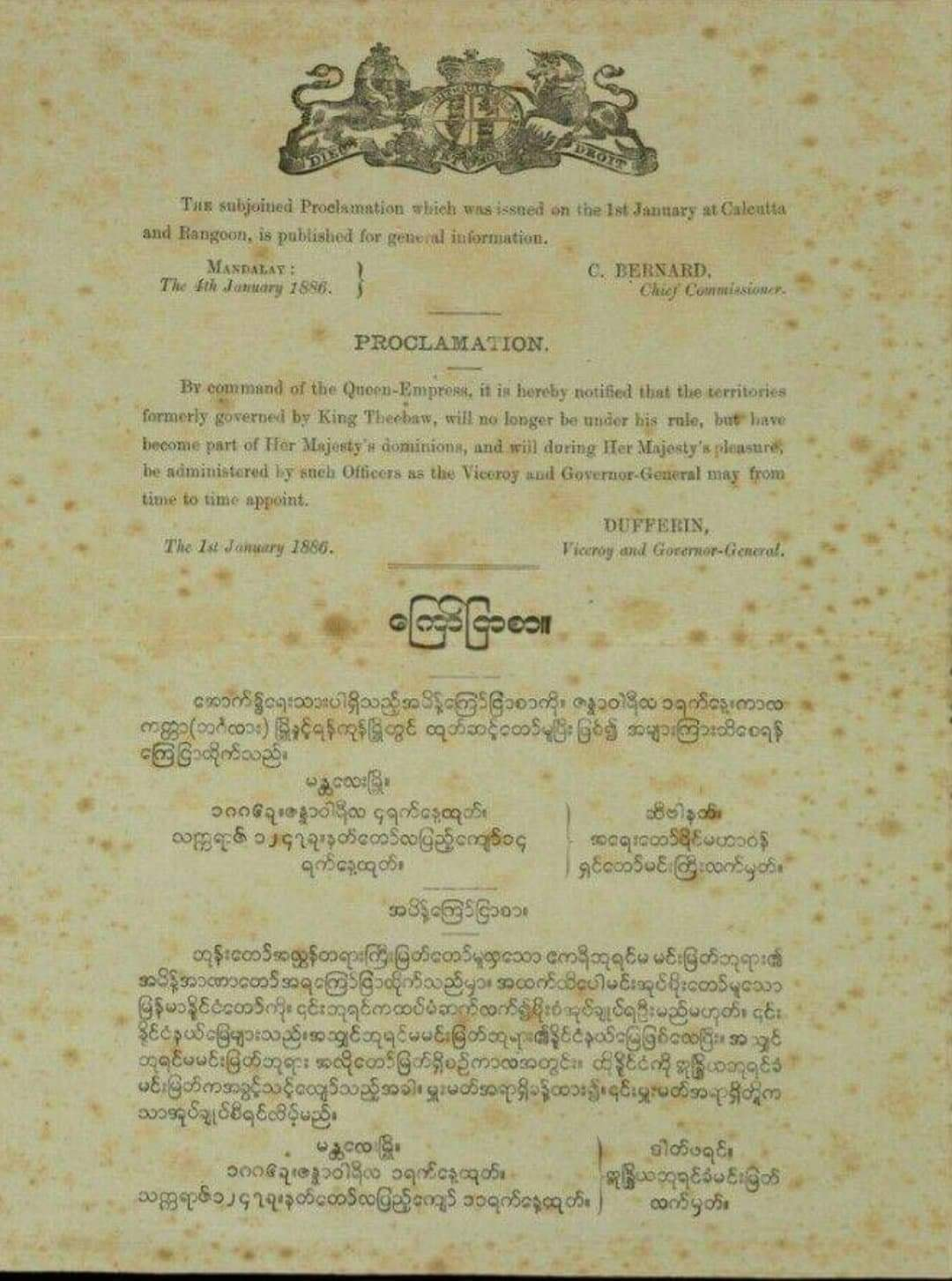
1886年1月4日发布的缅甸并入英帝国之公告，英缅双文
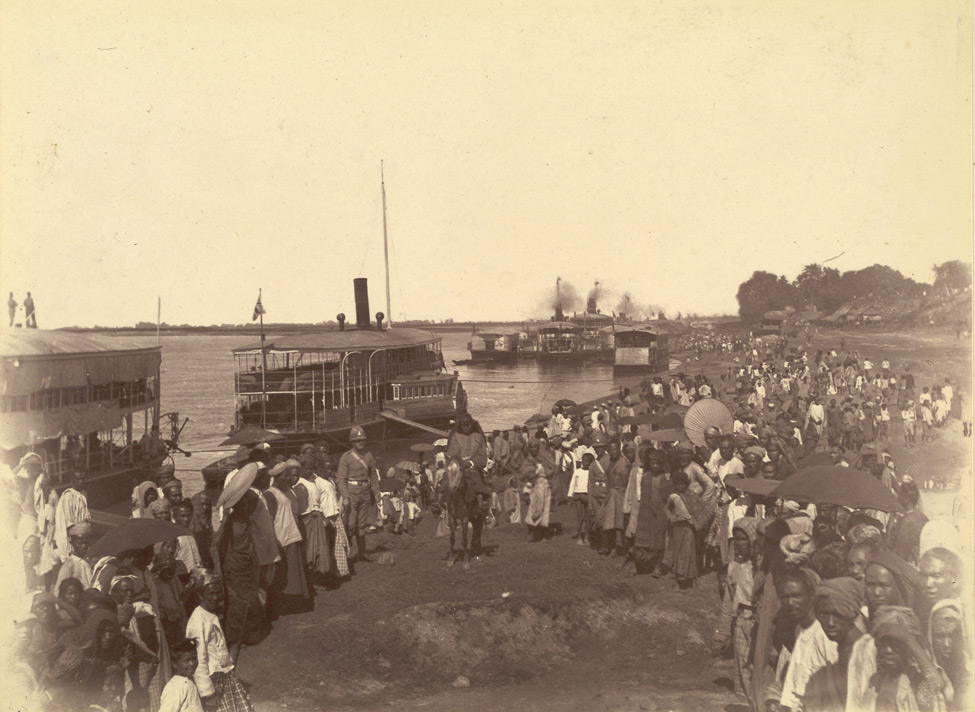
1885年11月28日，英军进入缅甸都城曼德勒
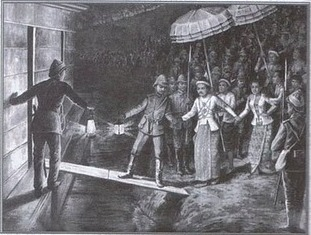
缅甸末代国王锡袍被俘，从此流亡印度，再未返回缅甸

### 英国的早期殖民统治
1885年后，仍有缅人参与抵抗运动继续对抗英国统治，英國勢力將鄉村領袖結合入殖民政府以統治鄉村，並且對各民族採「分而治之」政策：直接統治緬族，間接統治其他族。缅甸传统的佛教王朝覆灭，社会剧变。英人和缅人通婚，还产生英缅混血儿族群。英缅混血在之后的历史一度成为缅甸的优势族群。1886年，英国知会中国清廷，称会延续缅甸向中原王朝朝贡的传统，每十年朝贡一次，清廷承认英国管治缅甸。缅甸的僧团长期依靠王室供养，缅甸王室覆亡后，亦面临生存危机。英国推动世俗教育，以英缅双语教学，并鼓励基督教会传教办学。缅甸传统文化在教育领域遭到边缘化。
英屬緬甸以稻米為單一作物，出口至英國以及英國殖民地。英國並且開發緬甸的木材、石油與錫礦。:44緬甸的交通和教育獲得大幅改善。英国人致力開發水路，使得無數蒸氣船得以航行於伊洛瓦底江。為彌補水路的不足以及鎮壓反抗，英國人也興建與改善鐵路和道路。此時，大量的印度移民湧入導致勞工廉價，印度資本家也進入緬甸，威脅緬甸經濟。因此緬甸人開始產生對印度人的仇視，以致在1930年爆發反印度人的暴動。:44
英國發展英式教育，影響緬甸佛教，使僧侶開始反抗，所以緬甸佛教成緬甸民族主義與反殖民推力。第一次世界大戰之後，民族獨立浪潮也傳入緬甸。1920年，仰光大學爆發反對殖民教育的「國民教育運動」，導致「佛教青年會」結合其他團體成立「緬甸人民團體總會」，其開放與改革政治與教育要求被英國拒絕。1930年代，學生與農民暴動持續，英國改採懷柔政策。:44

### 自英属印度分离及被日本占领
1937年4月1日，英国殖民当局裁撤缅甸省，成立缅甸部，听命于印缅事务大臣。新法订立，缅甸建立议会选举制度，制定新的缅甸旗帜和徽章，缅人获得部分政治权利。但这亦令缅人相信，英国试图区别对待缅甸，从而不必推行其在印度的改革。巴莫出任首任缅甸首相，但他因抗命而于1939年遭撤换，并在1940年由吴苏接任。吴苏在1942年因联络日本而被捕。1938年，缅甸中部油田发生罢工和示威，很快扩大为全缅总罢工，影响深远。仰光学生占领殖民政府驻地，英国骑警出动镇压，打死多名学生。曼德勒的僧侣发动示威，17人被警察射杀。这场运动史称缅历1300年革命；12月20日，首位示威者昂觉（Aung Kyaw）牺牲，这一天被定为波昂觉日。
第二次世界大戰時，日本在1942年5月佔領緬甸，成立以巴莫為首、名義上獨立的緬甸執行政府。在日本的支持下，反对英國殖民政府、渴望獨立的昂山將軍（又譯翁山）宣布缅甸从英国独立。1944年，昂山轉而支持美英的同盟國一方。1945年日本投降後，同盟國宣布緬甸獨立有效。戰後的緬甸仍受英國控制。

### 殖民统治的终结
日军投降后，英国需在缅甸重建权威。在关于如何对待缅人领袖昂山及缅甸国军队的问题上，英国将军路易斯·蒙巴顿勋爵决定赦免巴莫等民族主义者，而不作定罪审判。1941年起担任缅甸总督的雷吉纳德·多尔曼-史密斯回缅复职。新殖民政府将重点置于经济重建上，而回避民族主义和独立议题。缅人的反法西斯人民自由同盟则继续反抗殖民统治，不过该组织亦因和缅甸共产党有分歧，而在1946年7月将缅共开除出同盟。
1946年8月，赫伯特·兰斯爵士继任总督。9月，仰光警察罢工，之后扩大至政府职员。兰斯爵士和昂山会面，邀请昂山及其他自由同盟成员加入总督执行委员会，以平息罢工。于是，新的执行委员会着手推进独立议题。1947年1月27日，昂山和英国首相克莱门特·艾德礼达成协议，艾德礼保证缅甸在一年内完全独立。缅共及部分保守派民族主义者不满于这一协定，进一步同昂山派系对立。2月12日，昂山同少数民族代表召开彬龙会议，各族代表同意建立统一的缅甸联邦，但并非所有民族代表皆参与会议，若开人和克伦人更发动武装起义。1947年4月，昂山的反法西斯人民自由同盟在制宪会议选举中大胜。
1947年7月19日，曾担任过总理的保守派人士吴苏派人将昂山及数位阁员刺杀，这一日被缅甸政府定为烈士节。反法西斯人民自由同盟由吴努出面继续组阁。12月10日，英王御准缅甸独立法案。1948年1月4日，吴努按照缅甸独立法案宣布缅甸正式独立，完全脱离英国。

## 经济

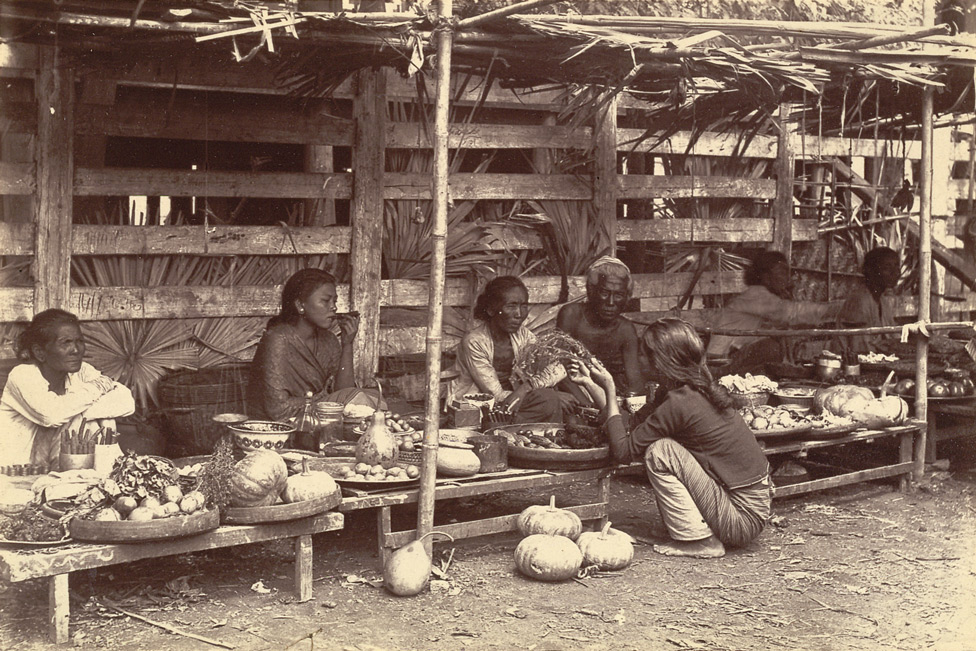
曼德勒的蔬果商贩，摄于1886年1月

缅甸的传统经济可归类为再分配经济，由官方指定重要商品的价格。虽然缅甸百姓重农轻商，但缅甸仍得益于其在中印商路中的中间位置，而自商贸大量获利。英国殖民者令缅甸经济成为其殖民帝国经济的一部分，从而进入全球市场，转变为殖民地出口经济的模式，稻米种植业和开采业得到发展，其人均生产总值曾位居东南亚第二位。缅甸一度是世界第一稻米出口地，这些大米大多流入欧洲市场，尽管近邻印度频遭饥荒。缅甸亦曾出产全球四分之三的柚木。

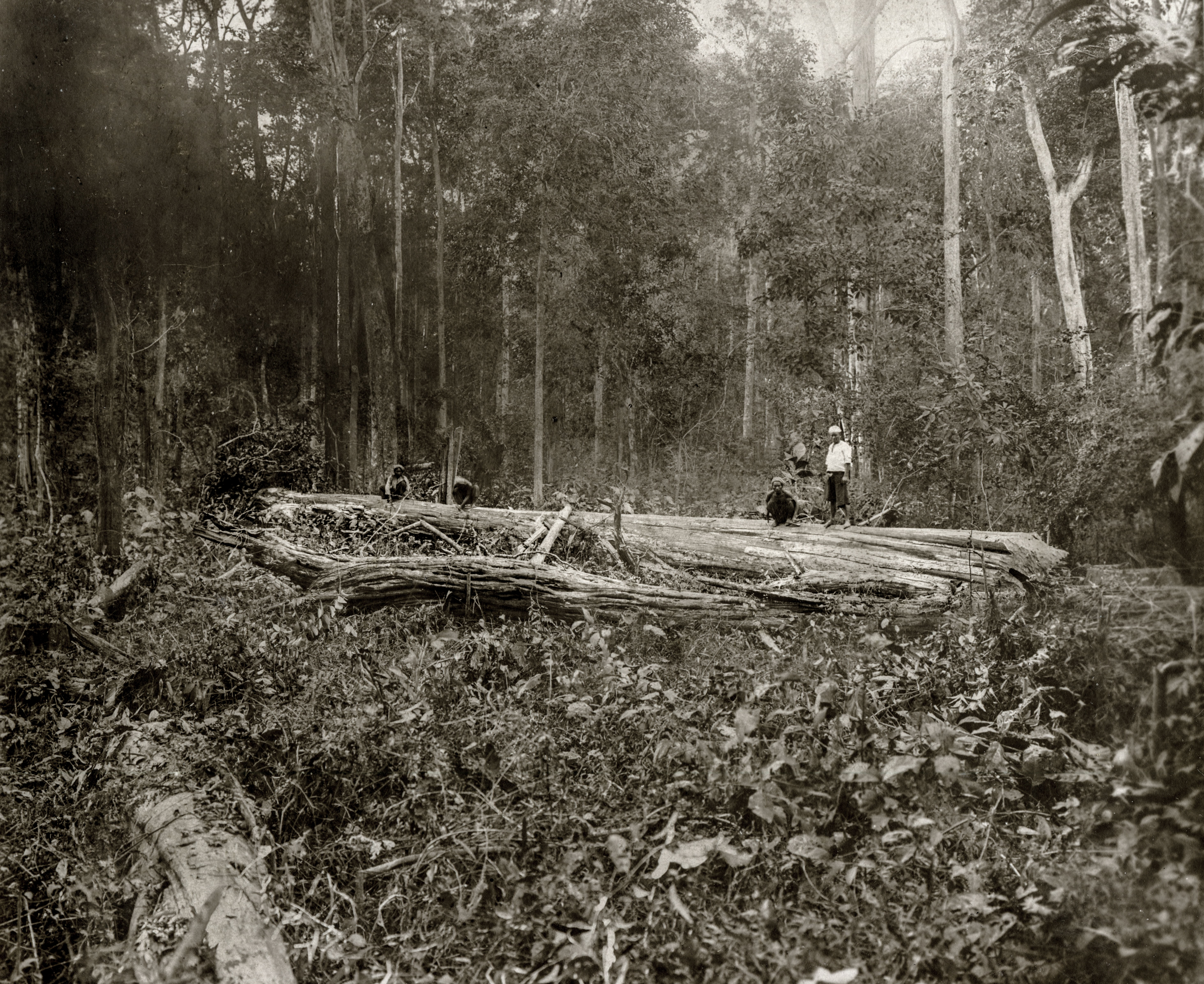
英属时期缅甸的伐木作业。孟买-缅甸贸易公司职员摄

缅甸建立起殖民地经济，社会的面貌亦随之转变。英国人大加开发伊洛瓦底江三角洲，这里土地肥沃，林地茂密。英国人砍伐树林，开垦田地，向欧洲市场输送大米。1869年起，苏伊士运河通航，贸易规模扩大，大米成为缅甸的主要出口货品。大群中部缅人移居到伊洛瓦底江三角洲种植稻米，改变了该地的人口构成和财富分配状况；仰光超越纽约，成为20世纪20年代世界第一移民目的地。缅甸的总人口当时为1,300万，这样的移民规模相当于2006年的英国每年接收200万的移民。
1853年，英国人在仁安羌建立原油基地，成立伯马石油公司垄断产业，总部设在苏格兰格拉斯哥。仁安羌也成为亚洲较早开发的油田。英国人修筑铁路连通伊洛瓦底江上下游流域，数百艘蒸汽船航行江面。20世纪20年代，苏格兰商人掌控的伊洛瓦底船队公司在伊洛瓦底江持有600多艘船只，为世界规模第一大的内河船队。殖民当局掌控缅甸的航运及各大主要产业，从而在经济发展中获益，但广大平民难以在其中获利。
数以千计的印度劳工移居缅甸，他们较之缅人，可以接受更低的薪水，因此得到英国雇主青睐。他们亦成为今日许多印裔缅甸人的祖先。在英属时期缅甸较大的一些城市，如仰光、实兑、勃生、毛淡棉，印度移民成为主要族群。为了开垦新田地，许多农民需要资金，但英国银行并不向他们提供抵押放贷，于是来自印度的仄迪族放贷人（称为“切蒂亚尔”）抓住机会，向缅人提供带抵押的高利贷，令一些农民破产，加剧缅印矛盾。社会剧变，一些缅族农民无以谋生，只得偷盗抢劫，令缅人遭到英国人嫌恶，贴上懒惰散漫的标签。缅甸的凶杀案连年增多，证明社会自我调节的能力有所失控。
作为主体民族的缅族处在各民族的底层。白人为统治者，英缅混血儿、印度人、华人和皈依基督教的少数民族得到重用，而缅族则被排除在公职和军队之外。英国人、英缅混血儿和印度人在缅甸担任公务，殖民军队由印度人、英国人、英缅混血儿，以及克伦人等缅甸少数民族组成。乔治·奥威尔著有小说《缅甸岁月》，讲述一名英国木材商人在缅甸的经历，其中的一段话可窥见英属时期缅甸社会的病疾：“外国地主和外国放贷人经营缅甸的经济，大量资源得以出口，而广大平民却越发贫困。农民越来越穷，越来越多的人失去营生。缅甸社会趋于崩溃，饥贫交加，公序良俗不再，罪案与日俱增。”
20世纪30年代起，全球米价下跌，缅甸的稻米产业受到重创，之后数十年都未能恢复元气。二战期间，为应对日军入侵，英国当局采用焦土战术，钨矿、锡矿、铅矿、银矿等矿场，油田，政府机关皆被英国人夷为平地，以免惠及日军。盟军亦在日佔缅甸开展大面积轰炸。缅甸在1948年独立时，各地基础设施悉数毁弃，尽是废墟。

## 文化
在缅甸被英国完全吞并前，缅甸的新闻法容許記者揭露王室成員和官員的過失，且豁免他們報導新聞的刑事責任，因此緬甸的新聞自由度曾在亞洲名列前茅。但英属缅甸实施新闻管制，殖民政府于1878年通过的《本地語言新聞法》旨在抑制本地語言報章的反英宣傳；1898年出台的《刑事訴訟法》则规定殖民政府有权力以散播虛假訊息，攻擊殖民政權為由，利用叛逆罪和煽動罪控告任何人士；1933年出台的《缅甸无线电报法》更禁止缅甸民众擅自持有无线电设备。不过，在此期間，于緬甸出版發行的報刊種類繁多，報刊數目不斷增加。1911年，緬甸共有44種報刊，至1921年增加到103種，至1930年代末再增加到超過200種，比1921年多了一倍。其中也不乏像《太阳报》一样宣传缅甸民族意识与独立抗争的报刊:107。
在文学界，受到英国文化的影响，缅甸古典形式的诗歌剧作开始逐步让位于西方的现代戏剧及小说:108。1904年，詹姆斯·拉觉参照法国作家大仲马的《基度山伯爵》中的部分情节，并结合缅甸的社会现实，创作了《貌迎貌马梅玛》，这是一部描述男女爱情生活的小说，也是缅甸文学史上的第一部小说作品。
英属缅甸建立後，英国人、印度人相继来到当地，他们的饮食文化也逐渐被缅甸社会所接纳吸收，缅甸民众开始使用刀、叉、调羹、盘子等餐具吃饭，进餐时，也使用西式餐桌椅取代原先席地而坐的习惯，西式糕点、奶茶以及印度饼等食品也被引进当地，并形成了在地特有的緬甸奶茶:211-212。

### 书目
- Chew, Ernest. . Journal of Southeast Asian History. 1969, 10 (2): 253–278. JSTOR 20067745. doi:10.1017/S0217781100004403.
- . The World Factbook. Central Intelligence Agency.   [2023-04-16]. （原始内容存档于2021-02-10）.
- Encyclopædia Britannica. Web. 1 March 2010.
- Furnivall, J. S. . Far Eastern Survey. 1953, 22 (3): 21–26. JSTOR 3024126. S2CID 155018749. doi:10.2307/3024126.
- Guyot, James F. "Myanmar." The World Book Encyclopedia; Vol. 13. Chicago: World Book, 2004. 970-70e. Print.
- , Oxford at the Clarendon Press, 1908 –archive.org
- Marshall, Andrew. The Trouser People: A Story of Burma in the Shadow of the Empire. Washington D.C.: Counterpoint, 2002. Print.
- "Myanmar (Burma) – Charles' George Orwell Links." Charles' George Orwell Links – Biographies, Essays, Novels, Reviews, Images. Web. 4 March 2010. Archived.
- "Myanmar." Encyclopædia Britannica. 15th ed. 2005. Print.
- Tucker, Shelby. Burma: The Curse of Independence. London: Pluto, 2001. Print.
- This article incorporates text from China and her mysteries, by Alfred Stead, a publication from 1901, now in the public domain in the United States.
- This article incorporates text from China's intercourse with Korea from the XVth century to 1895, by William Woodville Rockhill, a publication from 1905, now in the public domain in the United States.